# Judivan
Judivan est un footballeur brésilien né le 21 mai 1995 à Sousa dans l'État de Paraíba. Il évolue au poste d'attaquant.

## Biographie
Avec l'équipe du Brésil, il participe à la Coupe du monde des moins de 20 ans 2015 organisée en Nouvelle-Zélande. Lors du mondial, il joue quatre matchs, et inscrit deux buts face au Nigeria. Le Brésil atteint la finale de la compétition, en étant battu par la Serbie lors de l'ultime match.

## Carrière
- 2014-201. : Cruzeiro EC ( Brésil)[3]

## Palmarès

### En sélection
- Finaliste de la Coupe du monde des moins de 20 ans 2015 avec l'équipe du Brésil U20

### En club
- Champion du Brésil en 2014 avec Cruzeiro